# Abba Saul
Abba Saul (in ebraico אבא שאול ‎?, Abba Shaul) (Gerusalemme, ... – ...; fl. II secolo) era un saggio ebreo Tanna, della quarta generazione, contemporaneo di Akiva ben Joseph.
Molti Masoreti lo citano nel Talmud che discuteva assiduamente sui temi del Tempio di Gerusalemme e degli uffici divini che vi si svolgevano.
Abba Saul era un uomo molto alto e il Talmud babilonese asserisce che Rabbi Tarfon arrivasse solo alla sua spalla. Saul era un necroforo.
Il Talmud, Trattato "Yebamoth" (sul Levirato), afferma che Abba Saul fosse severo nelle sue decisioni e richiedeva che il levir (lo "Yabbam", cognato, fratello del deceduto) avesse intenzioni pure e sante:
(Talmud babilonese, Trattato "Yebamoth", 109a)